# Гендерна історія
Гендерна історія — суб-галузь історії та гендерних досліджень, що вивчає минуле з точки зору гендеру. Багато в чому є наслідком жіночої історії. Дисципліна розглядає, яким чином історичні події та періодизація впливали на жінок на відміну від чоловіків. Наприклад, у фундаментальній статті 1977 року, «Чи мали жінки Відродження?», Джоан Келлі сумнівається в тому, що поняття Ренесансу було актуальним для жінок. Гендерних історикинь та істориків також цікавить, як гендерні відмінності сприймаються і поширюються у різних часах і місцях, як правило, за умови, що такі відмінності є соціально сконструйованими.

## Вплив
Попри відносну молодість, гендерна історія (і її попередниця історія жінок) справляє істотний вплив на загальне вивчення історії. З 1960-х років, коли спочатку невелике коло робіт вперше досягли певного визнання, дисципліна пройшла через низку різних етапів, кожен зі своїми проблемами та результатами, але завжди з ефектом на історичні дисципліни. Хоча деякі зміни у вивченні історії були очевидні (такі як зростання кількості книжок про знаменитих жінок або прийом більшого числа жінок в історичні професії), та інші чинники є тонкішими та більш політично сконструйованими. До 1970 року гендерні історикині звернулися до документування звичайних жіночих очікувань, прагнень і станів. У 80-ті, з підйомом феміністського руху, акцент змістився до розкриття системного гноблення і дискримінації жінок. Нині гендерна історія фокусується на зображенні жіночого представництва в різних галузях суспільств і визнанні жіночих досягнень в областях, де, як правило, домінують чоловіки.

### В рамках професії
За даними історикині Джоан Скотт, у ряді напрямів стався конфлікт між жіночими історикинями та іншими істориками.. Американська історична асоціація, коли феміністки стверджували, що жінки-історики ставилися неоднаково в поле та недопредставлені в асоціації, вони, по суті, вирівнювання історичної недбалості традиційних істориків. Поняття професіоналізму не були відкинуті, але звучали звинувачення в упередженості та дискримінації за статтю.

### «Додаткова історія»
За словами Скотт, будівництво жіночої історії як «додаткової» до історії в цілому мало подібний ефект. На перший погляд, доповнення просто додає відсутню інформацію у загальну історію, але, як вказує Скотт, питання в тому, чому інформація залишається на другому місці. Щоразу, помічаючи, що про жінку «забули», применшили роль, представили негативно чи якось інакше виключили з дискурсу у письмовій історії, гендерна історикиня чи історик діють наступним чином:
1) описує роль пропущеної жінки, заповнюючи білу пляму «гендерної сліпоти», роблячи жінок видимими;
2) розглядає механізми, які дозволили опустити роль жінки, і критикує їх з позицій гендерного історизму;
3) запитує, з якою іншою інформацією ці механізми вчинили аналогічне замовчування..

### Гендерна теорія
І, нарешті, поява ґендерної теорії в черговий раз кинула виклик широко поширеній ідеї дисципліни, у тому числі дослідників жіночої історії. Постмодерністська критика есенціалізації соціальних груп, в тому числі за гендером, вказала на слабкі місця в різного роду історії. У минулому, історики намагалися описати загальний досвід великого числа людей так, ніби ці люди та їхні переживання були однорідною і рівномірною групою. Жінки ж мають кілька ідентичностей під впливом ряду факторів, таких як раса і клас. Вивчення історії, яка об'єднує й узагальнює переживання, скоріше нівелюють, ніж дають точну картину.

#### Чоловіча історія
З'явилася в 1990-ті: дослідження людей в групах, поняття мужності, цінності та поведінки. Гейл Bederman визначено два підходи: який вийшов з жіночої історії і який проігнорував її:
Два типи чоловічої історії пишеться в ці дні. Хтось на двадцятилітній стипендії в жіночій історії аналізує маскулінність як частину більш широких гендерних і культурних процесів. Інші… дивляться в минуле, щоб побачити, як чоловіки попередніх поколінь зрозуміли (і зрозуміли) себе як чоловіка. Книги другого типу частіше сліпо ігнорують знахідки та методики жіночої історії.

## Гендер у релігії
У всьому світі релігія формується навколо божественної, надприродної, найчастіше — патерналістської, тобто чоловічої, фігури. Таким чином, історія розвитку людства, фіксація та інтерпретація подій відбувалися через призму андроцентризму — чоловічої точки зору та переваги як панівну в більшості релігій. Хоча вміст цієї ідеї варіюється від релігії до релігії, у кожній вона оформлена в різні поняття, що означає бути чоловіком і жінкою, що транслює та закріплює гендерні стереотипи та гендерну поляризацію у суспільствах, де ці релігії існують. Крім того, релігія, як правило, безпосередньо відповідає або знаходиться під впливом гендерної структури культури, такої як структура сім'ї та/або держави. Тому релігійна та гендерна структури працюють разом, щоб сформувати й визначити культуру, створюючи гендерні норми рівності та однаковості.